# Клинок

Некоторые варианты сечения клинков

Некоторые варианты клинков, вид сбоку

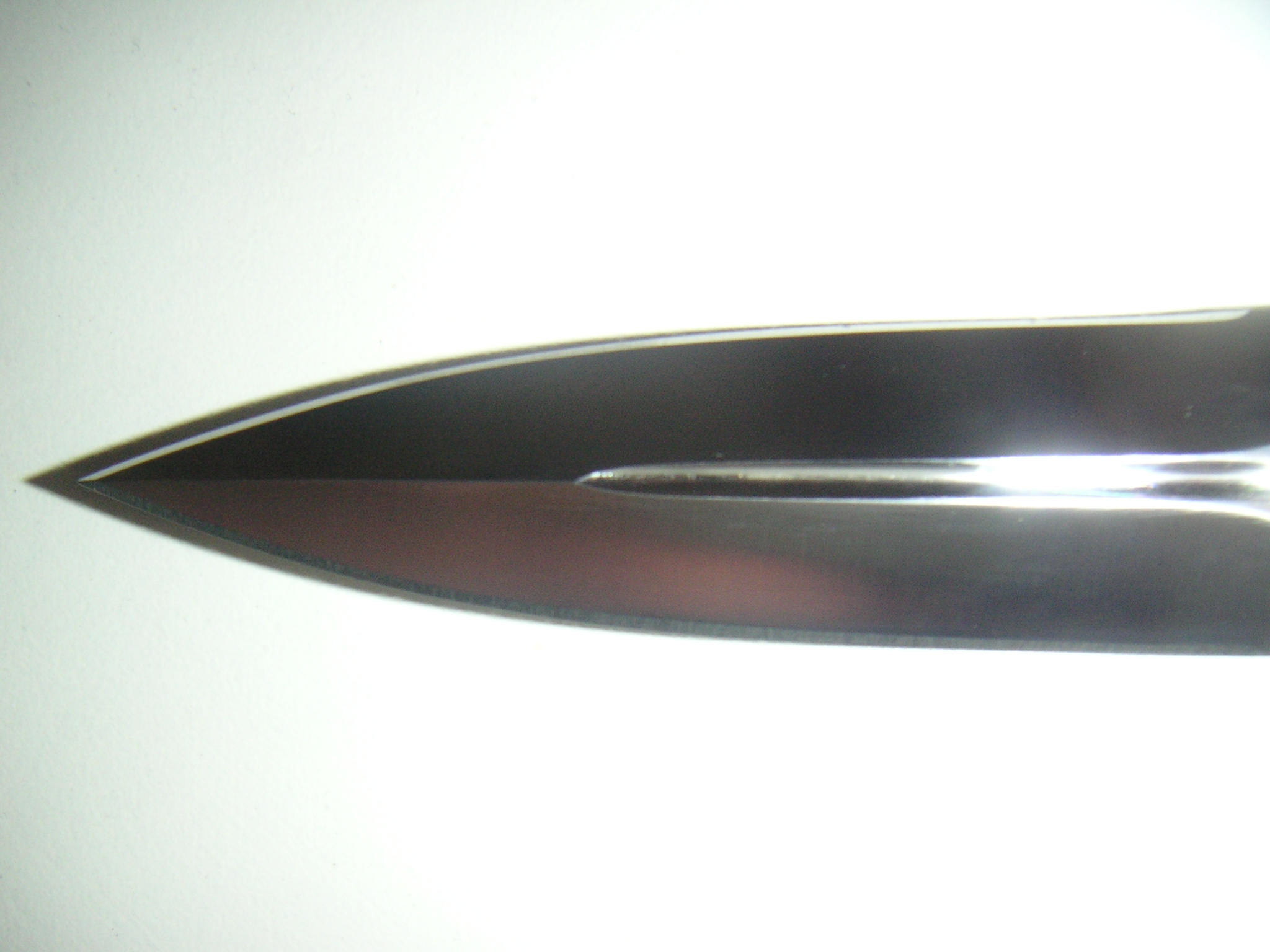
Клинок 2-лезвийный кинжального типа

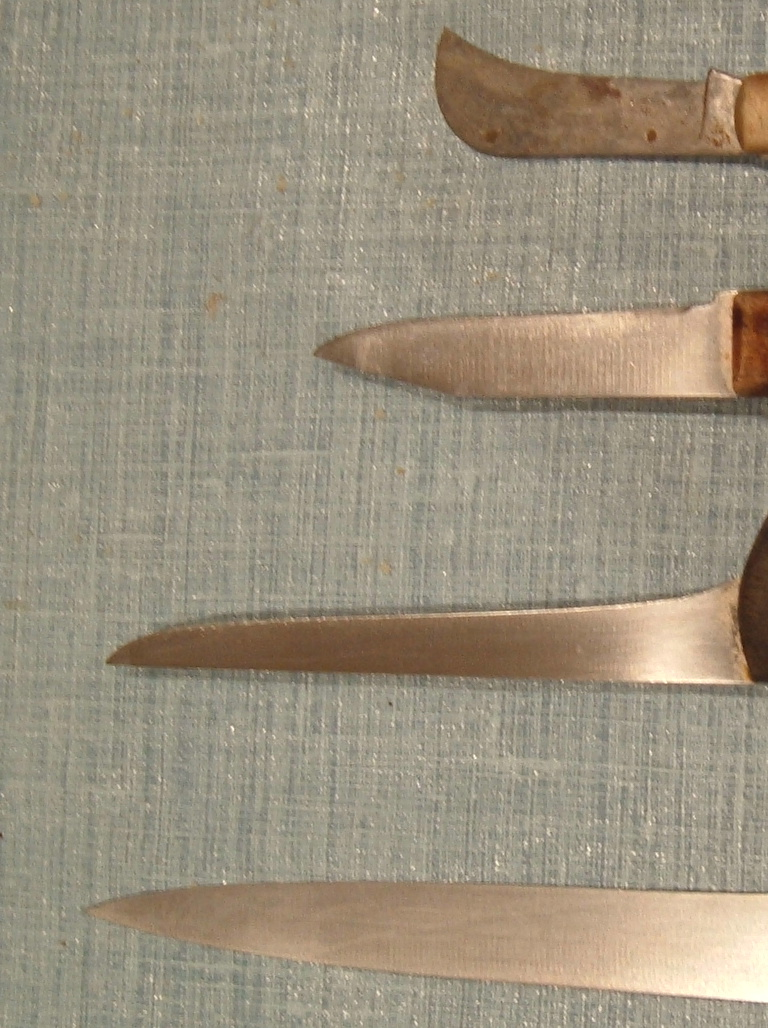
Клинки

Клино́к (ма́лый клин) — металлическая боевая часть холодного оружия с остриём, одним или двумя лезвиями, которая заканчивается хвостовиком.
Также, в литературе к данному изделию применяли название «перо».

## Разновидности
В зависимости от длины и формы клинка различают:
- короткоклинковое оружие (длина клинка до 30 сантиметров — бебут, кинжал, нож);
- среднеклинковое (длина клинка от 30 до 50 сантиметров — некоторые кинжалы, кортики, короткие мечи);
- длинноклинковое оружие (более 50 сантиметров — (меч, палаш, рапира, сабля, шашка, шпага)[2].

По форме различают клинки:
- прямые;
- изогнутые;
- волнистые.

В сечении клинки бывают плоскими, ромбическими, гранёными. Для повышения жёсткости на плоском клинке делают продольную ложбину — дол. Часто один  широкий дол заменяют двумя — тремя узкими долами или их сочетанием узкий-широкий.
Клинки, заточенные с одной стороны называют «однолезвийными» или «односторонними». Клинки, заточенные с двух сторон — «двулезвийными», «двусторонними» или «обоюдоострыми». У однолезвийного клинка противоположную тупую сторону именуют «обухом». Расширенную к острию часть клинка у восточных типов сабель называют «елманью». Волнистый клинок мог быть на мечах, шпагах, саблях и кинжалах. Функционально волнистый клинок предназначали для нанесения широкой раны, но чаще применяли как декоративное или символическое оружие (например, крис).

## Элементы клинка
Элементами клинка являются:
- Боевой конец — часть клинка от центра удара до острия[2]
- Голомень (или устаревший термин «фухтель») — боковая сторона клинка холодного оружия, ограниченная лезвиями или же лезвием и обухом (на 1-лезвийном оружии)[2]. Голомень может быть плоской, выпуклой, с долом или долами, или с выступающим ребром жёсткости
- Дол — жёлоб, продольное углубление на голомени клинка, предназначенный, главным образом, для его облегчения с сохранением прочностных характеристик
- Елмань — расширение в так называемой «слабой» части клинка (верхняя треть клинка, 1-я от острия), характерное для восточноевропейского и азиатского холодного оружия сабельного типа
- Лезвие — заточенная сторона (грань) клинка (обе стороны (грани) для 2-лезвийного клинка)
- Обух — тупое окончание однолезвийного клинка, противоположное лезвию
  - Скос обуха — часть обуха, наклонённая в сторону лезвия и образующая вместе с ним остриё клинка[2]
- Остриё — конец клинка, сходящийся в точку, короткое лезвие или плоскую грань длиной не более 3 мм[2]
- Пята — незаточенная часть клинка, прилегающая к эфесу или непосредственно к рукояти клинкового оружия или инструмента
- Ребро жёсткости — выступающее на голомени ребро, повышающее прочность клинка на излом[2]. Характерно, в частности, для некоторых европейских мечей XV—XVI веков, ориентированных на колющий удар
- Центр удара — точка клинка, нанесение которой рубящего удара даёт наиболее эффективное воздействие. Для каждого образца оружия местоположение центра удара определяют индивидуально, но примерно находится на расстоянии одной трети длины клинка, считая от острия.
- Хвостовик — продолговатый выступ на конце клинка, служащий для крепления рукояти. Частью клинка не является, но составляет вместе с ним так называемую «полосу»[2]. Для крепления рукояти применяют 2 основных способа: всадной, при котором втулку рукояти насаживают на хвостовик, и накладной, при котором хвостовик с двух сторон обкладывают выпуклыми плоскостями (щёчками) рукояти. При всадном способе рукоять закрепляют навершием (клёпкой или гайкой), при накладном щёчки рукояти крепят 2—3 заклёпками[3]